# San Cipriano d'Aversa
San Cipriano d'Aversa är en ort och kommun i provinsen Caserta i regionen Kampanien i Italien. Kommunen hade 13 688 invånare (2017).